# Bukowskie Jezioro
Bukowskie Jezioro (kaszb. Jezoro Bùkòwsczé) – leśne jezioro przepływowe na Pojezierzu Kaszubskim w powiecie kartuskim (województwo pomorskie). Jezioro Bukowskie położone jest na południowych obrzeżach Lasów Mirachowskich na obszarze Kaszubskiego Parku Krajobrazowego i przy turystycznym szlaku Wzgórz Szymbarskich.
Według urzędowego spisu opracowanego przez Komisję Nazw Miejscowości i Obiektów Fizjograficznych (KNMiOF) nazwa tego jeziora to Bukowskie Jezioro. W różnych publikacjach i na mapach topograficznych jezioro to występuje pod nazwą Jezioro Bukowskie.
Powierzchnia zwierciadła wody według różnych źródeł wynosi od 14,24 ha do 15,0 ha.
Zwierciadło wody położone jest na wysokości 212,8 m n.p.m. lub 213,9 m n.p.m.
W kierunku północnym od jeziora znajdują się rezerwaty przyrody Jezioro Turzycowe i Kurze Grzędy.